# Bloemfontein Celtic
Bloemfontein Celtic is een Zuid-Afrikaanse voetbalclub uit de stad Bloemfontein. Het is een van de rijkste clubs van het land en heeft een grote aanhang in de Vrijstaat.
De club werd in 1969 opgericht als Mangaung United Football Club en nam in 1984 de huidige naam aan nadat Petros Molemela de club overnam. In 2001 degradeerde de club en toen verkocht Molemela zijn aandelen aan Jimmy Augousti. Na drie seizoenen kon de club terugkeren naar de hoogste klasse.

## Eindklasseringen
| Seizoen   | №  | Clubs | Divisie          | Duels | Winst | Gelijk | Verlies | Doelsaldo | Punten |
| --------- | -- | ----- | ---------------- | ----- | ----- | ------ | ------- | --------- | ------ |
| 2010–2011 | 5  | 16    | ABSA Premiership | 30    | 14    | 10     | 6       | 37–23     | 52     |
| 2011–2012 | 8  | 16    | ABSA Premiership | 30    | 11    | 8      | 11      | 36–33     | 41     |
| 2012–2013 | 5  | 16    | ABSA Premiership | 30    | 11    | 9      | 10      | 32–33     | 42     |
| 2013–2014 | 6  | 16    | ABSA Premiership | 30    | 10    | 13     | 7       | 35–32     | 43     |
| 2014–2015 | 7  | 16    | ABSA Premiership | 30    | 11    | 7      | 12      | 34–27     | 40     |
| 2015–2016 | 11 | 16    | ABSA Premiership | 30    | 8     | 12     | 10      | 30–26     | 36     |

## Trainer-coaches
- Mich d'Avray (2008)
- Owen da Gama (2009–2010)
- Clinton Larsen (2010–2013)
- Ernst Middendorp (2013–2014)
- Clinton Larsen (2014–)